# Roberto Lira
Roberto Tavares de Lira (Recife, 19 de maio de 1902 — Rio de Janeiro, 28 de outubro de 1982) foi um advogado, promotor de justiça, professor, jurista e político brasileiro.
Pertenceu ao Ministério Público do Rio de Janeiro. Fez parte da comissão revisora do Projeto de Código Penal de autoria do professor Alcântara Machado juntamente com Nelson Hungria, Narcélio de Queiroz e outros. Do trabalho dessa comissão resultou o vigente Código Penal Brasileiro em 1940, que entrou em vigor em 1942.
Roberto Lira escreveu várias obras sobre Direito Penal e Criminologia. Foi Ministro da Educação no Governo João Goulart.